# Polignac (Charente-Maritime)
Polignac é uma comuna francesa na região administrativa da Nova Aquitânia, no departamento de Charente-Maritime. Estende-se por uma área de 4,64 km². Em 2010 a comuna tinha 168 habitantes (densidade: 36,2 hab./km²).